# 成和
成和株式会社（英称：Seiwa Neckwear Co,.Ltd）は、ネクタイ企画製造および卸売を行う企業。

## 概要
1953年に創業、1955年に日本橋で設立されたネクタイ製造および卸会社。メーカ直販サイトを開設しており、2007年12月に楽天に、2009年8月より自社サイトによりユーザ直販を行っている。
2013年本社を千代田区九段南2-2-3九段プラザビルへ移転。

## 東京ネクタイ協同組合
東京ネクタイ協同組合の組合員であり、代表者の和田匡生は同組合の理事長を務める。
昨今のクールビズの影響で低迷するネクタイ業界の発展の為に設立された協同組合。
ベスト・ファーザー イエローリボン賞でともに表彰されるベスト・ネクタイスト賞の表彰者の設定を行っている。